# Padole
Padole (niem. Friedrichsgrund) – część wsi Rościszów w Polsce, położona w województwie dolnośląskim, w powiecie dzierżoniowskim, w gminie Pieszyce. Wchodzi w skład sołectwa Rościszów.

## Położenie
Padole leży w północno-zachodniej części Rościszowa, w Górach Sowich, na południowym stoku wzniesienia Dębówka, u źródeł Granicznego Potoku.

## Podział administracyjny
W latach 1975–1998 Padole należało administracyjnie do województwa wałbrzyskiego. Do 2015 roku Padole była częścią miasta Pieszyce.

## Historia
Padole powstało w 1782 roku jako kolonia Rościszowa, na początku XIX wieku była to już spora osada, której mieszkańcy trudnili się głównie tkactwem chałupniczym i pracą w lasach. W 1825 roku było tu 36 domów, w których pracowało 50 krosien bawełnianych, w 1840 roku ich liczba wzrosła do 82. W drugiej połowie XIX w związku z upadkiem tkactwa chałupniczego rozpoczął się powolny proces wyludniania osady. W 1911 roku powstał tu ośrodek dla dzieci chorujących na dyfteryt i szkarlatynę. Po 1945 roku charakter miejscowości nie zmienił się, w 1978 roku było tu kilkanaście gospodarstw rolnych i stan ten utrzymuje się do dzisiaj.